# Löwenbraut

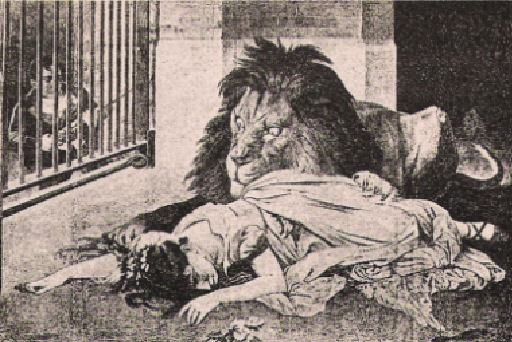
Darstellung der Löwenbraut in Veltees Stadtpanoptikum, um 1890

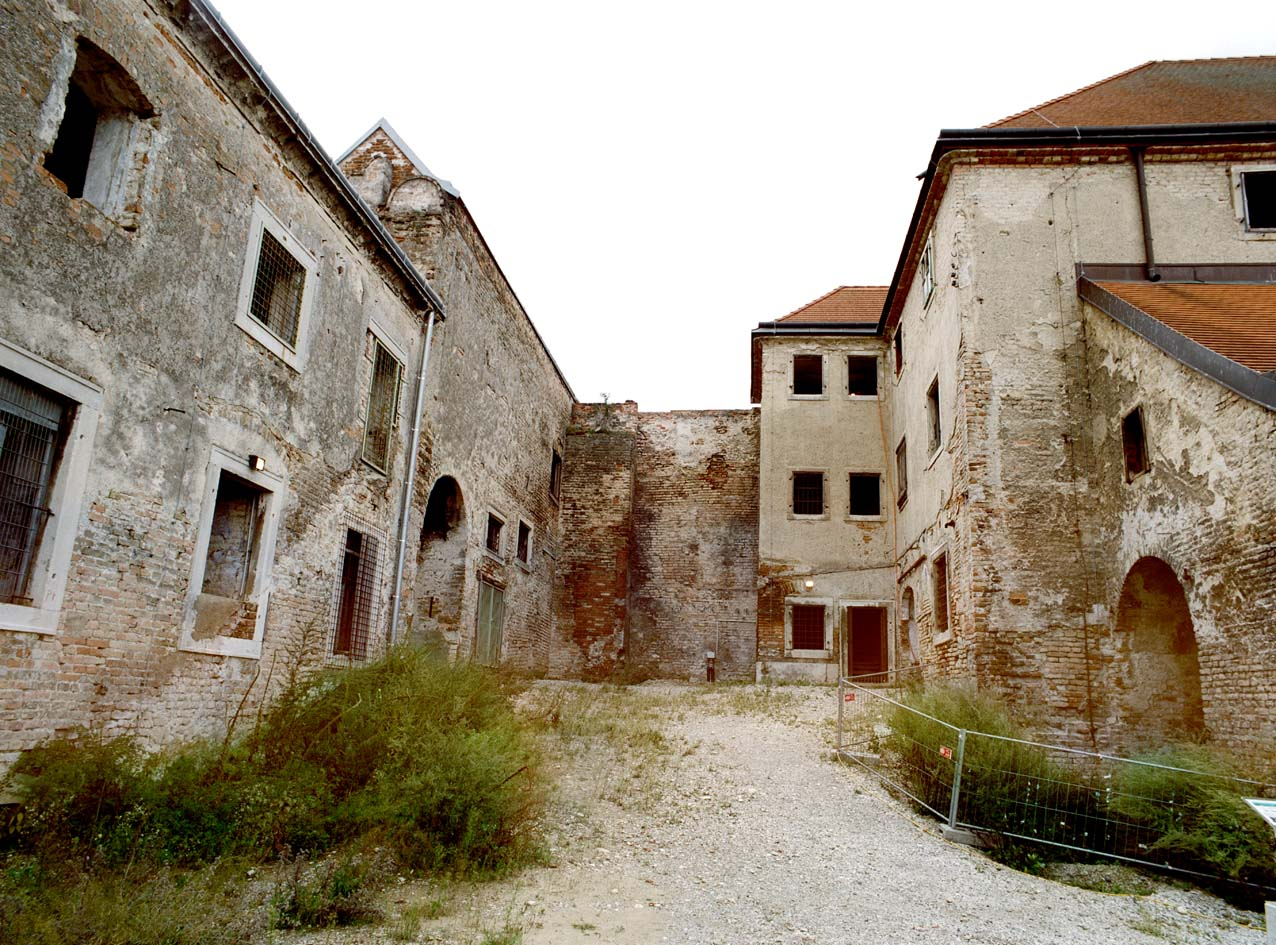
Der Löwenhof des Schlosses Neugebäude

Die Löwenbraut ist eine tragische Sage über die Freundschaft der schönen Tochter des Wärters der Menagerie und dem großen Löwen. Die Löwenbraut fand mehrmals Eingang in der Literatur und Musik.

## Geschichte
Nach einer in Bezug auf ihre Begründung nicht mehr zu überprüfenden Annahme soll der Löwenzwinger der Menagerie im Schloss Neugebäude Schauplatz jener tragischen Sage gewesen sein, welche die Basis der Ballade von Adelbert von Chamisso „Die Löwenbraut“ aus dem Jahre 1827 ist.
Die Tochter eines Wärters soll schon als Kind mit dem Prachtstück der Menagerie, einem gewaltigen Berberlöwen, auf so vertrautem Fuß gestanden sein, dass das kleine Mädchen als Spielgefährtin immer im Käfig des Löwen weilte, der alle Launen des Kindes geduldig hinnahm und folgsam war wie ein Schoßhund. Doch aus dem kleinen Mädchen wurde ein großes schönes, das heiraten sollte; wie es scheint, einen ungeliebten Mann. Doch die Pflichten als Braut hielten sie oft lange Zeit fern von dem vertrauten Freund ihrer Kindheit, was diesen in eine gereizte Stimmung versetzt haben mag, denn Vernachlässigung wurmt jeden männlichen Löwen. „Mit der Myrthe geschmückt und dem Brautgeschmeid“ tritt sie am Hochzeitsmorgen in den Käfig, worüber der vierfüßige Anbeter sehr erfreut ist und aus der Hand frisst. Aber die Glocken läuten, man ruft nach ihr und sie will sich entfernen – der Löwe gibt es nicht zu, „sie droht, sie befiehlt, sie begehrt, — doch er ihr den Ausgang verwehrt.“ Das Erscheinen des Bräutigams macht die Sache noch schlimmer; dieser ruft nach Schießgewehren, der Löwe brüllt so toll, wie nur je ein Eifersüchtiger, was man ihm in dieser Situation nicht übel nehmen kann. Als die Braut aber trotzdem den Ausgang erzwingen will, streckt er den zarten Körper mit einem gewaltigen Tatzenschlag zu Boden und legt sich dann, die tödliche Kugel erwartend, still trauernd neben dem blutigen Leichnam nieder.

## Kultureller Einfluss
Die Sage teilt gewisse Themen mit dem Märchen Die Schöne und das Biest.
Robert Schumann vertonte Chamissos Löwenbraut 1840 im Rahmen der Drei Gesänge nach Adelbert von Chamisso op. 31, in der sie die Nr. 1 bildet, und verhalf ihr damit zu anhaltender Popularität. Daneben wurde das Gedicht von Chamisso 1880 von Wendelin Weißheimer als Konzert-Ballade für Gesang und Orchester (oder Klavier) vertont.
Die Löwenbraut ist ein Film von Max Obal mit der Beteiligung von Lyda Salmonova und Karl Hasselmann, der 1914 entstanden ist. Max Dreyer schrieb 1943 den gleichnamigen Roman sowie Hans Peter Treichler ein Buch im Jahre 2003.